# Eunymphicus
Eunymphicus är ett fågelsläkte i familjen östpapegojor inom ordningen papegojfåglar. Släktet omfattar numera två arter som enbart förekommer i Nya Kaledonien och närliggande Loyautéöarna:
- Hornparakit (Eunymphicus cornutus)
- Ouvéaparakit (Eunymphicus uvaeensis)